# Open Access Scholarly Publishing Association
Die Open Access Scholarly Publishing Association (OASPA) ist eine Non-Profit-Vereinigung von Open-Access-Verlagen und weiteren Open-Access-Akteuren. Sie hat zum Ziel, Standards und Best Practices (z. B. zum Thema Transparenz im Publikationsprozess) zu etablieren. Sitz der Organisation ist Den Haag.
Die Mitglieder müssen ein Aufnahmeverfahren durchlaufen und verschiedene Qualitätskriterien erfüllen. Daher sehen Forschungsorganisationen und Forschungsförderorganisationen eine OASPA-Mitgliedschaft als Qualitätsindikator für die Einschätzung der Seriosität von Wissenschaftsverlagen.

## Geschichte
OASPA wurde am 14. Oktober 2008 während eines „Open-Access-Tags“, veranstaltet vom Wellcome Trust, in London gegründet.
Zu den Gründungsmitglieder gehörten:
- BioMed Central
- Co-Action Publishing
- Copernicus Publications
- Hindawi Publishing Corporation
- JMIR Publications
- Medical Education Online
- Public Library of Science
- SAGE Publications
- SPARC Europe
- Utrecht University Library

## Mitglieder und Aktivitäten
Die Mitglieder von OASPA sind kommerzielle Verlage, nicht-kommerzielle Verlage sowie kommerzielle und nicht-kommerzielle Infrastrukturdienste. Neue Mitglieder müssen die Aufnahmebedingungen erfüllen und einen Bewerbungsprozess durchlaufen. Stand April 2023 hat die Vereinigung 218 Mitglieder. OASPA veranstaltet eine jährliche Konferenz zu Open Access betreffenden Themen.

## Transparenz im wissenschaftlichen Publikationsprozess
Gemeinsam mit dem Committee on Publication Ethics (COPE), dem Directory of Open Access Journals (DOAJ) und der World Association of Medical Editors (WAME) entwickelt und publiziert OASPA seit 2013 Richtlinien zur Transparenz im wissenschaftlichen Publikationsprozess. Diese Richtlinien beinhalten beispielsweise, dass Wissenschaftliche Zeitschriften bzw. deren Verlage detaillierte Angaben zu ihren Publikationsprozessen, wie dem Peer review, den Leitungsgremien und Redaktionen, Lizenzierung und Kosten für die Autoren, der Vorgehensweise bei Vorwürfen wegen wissenschaftlichem Fehlverhalten und weiteren Punkten machen müssen.
Von Fördereinrichtungen wie der Deutschen Forschungsgemeinschaft wird die Mitgliedschaft eines Verlags bei OASPA als Kriterium für die Förderung einer Open-Access-Veröffentlichung empfohlen. Diese Empfehlung wird von vielen Hochschulen in Deutschland übernommen.